# Oenopota cingulata
Oenopota cingulata is een slakkensoort uit de familie van de Mangeliidae. De wetenschappelijke naam van de soort is voor het eerst geldig gepubliceerd in 1977 door Golikov & Gulbin.